# واسطة الهيجان (الرقة)
واسطة الهيجان قرية سورية تتبع ناحية عين عيسى في منطقة تل أبيض في محافظة الرقة. بلغ عدد سكانها 1432 نسمة في عام 2004 حسب إحصاء المكتب المركزي للإحصاء.